# Dysmorphie craniofaciale
Une dysmorphie craniofaciale est une configuration du crâne ou de la face qui est en écart par rapport de ce l'on rencontre chez la majorité des gens. Il peut donc s'agir de particularités plutôt que d'anomalies.
Souvent, elles permettent au médecin clinicien ou au généticien d'évoquer un syndrome.

## Quelques exemples de symptômes cliniques
- Synophris : jonction entre les deux sourcils
- Télécanthus : élargissements entre les deux canti médiaux sans hypertélorisme, yeux bridés
- Hypertélorisme : élargissement de la distance entre les deux pupilles
- Prognathisme : menton avancé
- Rétrognathisme : menton reculé
- Hypoplasie d'un étage de la face (supérieur/moyen/inférieur)
- Lèvre supérieure éversée ou en chapeau de gendarme ou en arc de Cupidon

## Exemples de syndromes
- Syndrome de céphalopolysyndactylie de Greig[2] ou polysyndactylie-dysmorphie craniofaciale[1]
- Dysostose craniofaciale de Crouzon
- Syndrome de Down, Trisomie 21
- Syndrome de Williams et Beuren
- Syndrome de Smith-Magenis
- Dysostose craniofaciale et hyperplasie diaphysaire ou syndrome de Stănescu[1]
- Dysostose acrocraniofaciale[1]
- Syndrome d'alcoolisation fœtale
- Syndrome d'hypertélorisme-hypospadias-polysyndactylie[3]
- Syndrome d'ataxie spinocérébelleuse-dysmorphie[4]

Voir aussi :
- Craniosténoses[5] :
  - scaphocéphalie
  - trigonocéphalie
  - plagiocéphalie synostotique
  - brachycéphalies
  - oxycéphalies

## Histoire
En histoire, on parle parfois de gueules cassées quand on mentionne les soldats défigurés de la Première Guerre mondiale.